# Grundbult
En grundbult eller grundskruv, är ett i betong ingjutningsbart skruvankare, det vill säga ett av flera fästelement som används inom byggbranschen. En sådan bult eller skruv kan användas för infästning av exempelvis en pelare eller en maskin till någon typ av fundament.
Metaforen grundbult, beskriver en liten (för det hela) avgörande detalj.